# Pecz Vilmos
Pecz Vilmos (Horgospataka, 1854. március 20. – Budapest, 1923. november 9.) nyelvész, klasszika-filológus, egyetemi tanár, a Magyar Tudományos Akadémia tagja.

## Családja
Pecz Vilmos 1854. március 20-án született a Szolnok-Doboka vármegyei Horgospatakán (ma Strâmbu, Románia). Apja: Pecz Ágost (1822–1880) pénzügyminiszteri számtiszt, édesanyja: De Adda Mária. Testvére: Pecz Kornél (Strâmbu, 1857. június 29.–) magyar királyi államvasúti felügyelő.
Felesége: Graf Emma volt.

## Élete
Tanulmányait szülőfalujában kezdte, a középiskolát Nagybányán, Máramarosszigeten és Pesten végezte. 1872–1875-ben a budapesti tudományegyetem bölcsészkarának latin-görög szakát hallgatta. Másodéves korától a Magyar Királyi Középiskolai Tanárképző Intézet ösztöndíjas rendes tagja volt. 1876-ban klasszika-filológiából tett tanári vizsgát, 1878-ban görög, latin és német filológiából doktori szigorlatot szerzett. A Budapesti Philologiai Társaság 1875-ben rendes tagjává, 1887-ben első titkárává választotta.
1877–1880-ban a budapesti evangélikus főgimnázium helyettes, 1880–1891-ben pedig rendes tanáraként működött. Gimnáziumi tanár korában két tanulmányutat tett Németországba, ahol a berlini, a hallei, a lipcsei és a müncheni egyetemen klasszika-filológia, nyelvészeti és irodalmi előadásokat hallgatott. 1885-től 1891-ig a budapesti tudományegyetem klasszika-filológus magántanára volt, amely minőségben az 1888/1889-es tanév második, illetve az 1889/1890-es tanév első felében Ábel Jenőt helyettesítette egyetemi és tanárképző-intézeti előadásaiban. A Magyar Tudományos Akadémia 1887. május 16-án levelező, 1902. május 9-én rendes tagjául, 1888-ban pedig a Classica Philologiai Bizottság beltagjául választotta meg. 1890–1891-ben helyettes tanári beosztásban tartotta előadásait az egyetemen. 1891-től a kolozsvári Ferenc József Tudományegyetem nyilvános rendes tanáraként oktatott, az 1894/1895-ös tanévben a bölcsészkar dékáni tisztségét töltötte be.
Az újgörög filológia tanulmányozása céljából az 1892/1893-as tanév első felében tanulmányutat tett Görögországban. Ez alkalommal meggyőződött arról, hogy az ógörög és latin filológiát egyesíteni kell a közép- és újkori görög, valamint latin filológia tanulmányozásával. 1895-ben visszatért Budapestre és ismét a tudományegyetemen tanított, ahol közép- és újkori görög filológiából is tartott előadásokat is tartott, 1923-ban bekövetkezett haláláig.

## Művei

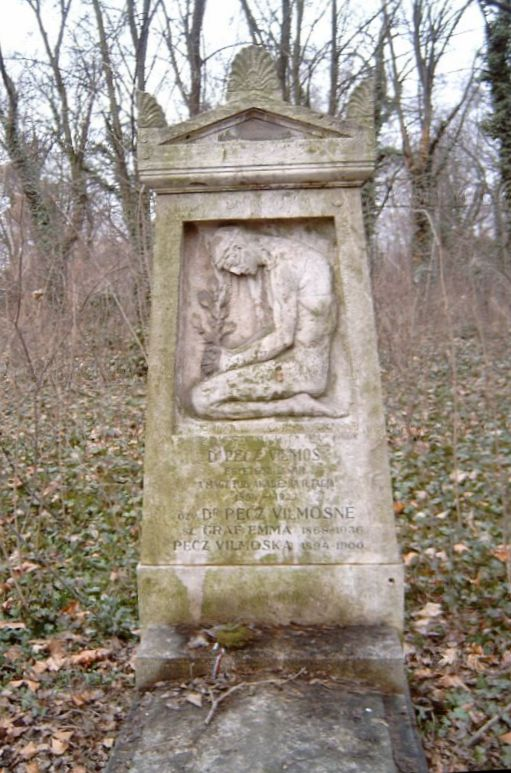
Pecz Vilmos sírja Budapesten. Kerepesi temető: 48/3-1-31.

Főképp az ó- és újgörög irodalom tárgykörében írt középiskolai tankönyveket és tanulmányokat. Két irodalomtörténeti munkáját 1893-ban, illetve 1894-ben Athénban adták ki görög nyelven.
- Latin verstan és prosodia gymnasiumok számára (Budapest, 1881)
- Euripides tropusai... (Budapest, 1881)
- A kisebb görög tragikusok tropusai... (Budapest, 1886)
- Ókori lexikon (szerkesztő) (I – II., Budapest, 1902–1904) 
  - A Pecz-féle lexikon mintegy 9000 címszót tartalmaz. A mai napig az egyetlen átfogó ilyen munka, 2400 oldal, közel 1000 illusztrációval. Korunkban megjelent CD-ROM-on is.
- A görög tragoedia (Budapest, 1889)
- Τα μεταϕορικα ςχηματα του 'Αριςτοϕανους (Athén, 1893)
- Τα μεταϕορικα ςχηματα τϖυ μικροτερων και ανωνυμων αρχαιων ελληων τραγικϖν (Athén, 1894)
- Zotikos költeménye a várnai csatáról (Budapest, 1894)
- Uj-görög nyelvtan olvasmányokkal és bevezetéssel az uj görög nyelvtudományba (Budapest, 1894)
- Emlékbeszéd Télfy Iván lev. tag felett (Budapest, 1902)
- A classica philologia jövője tekintettel hazai viszonyainkra (Budapest, 1905)
- Synkritike tropike tes poieseos ton enkriton chronon tes hellenikes logotechnias : hoi tropoi tes Iliados kai Odysseias, tou Pindarou, Aischylou, Sophokleous, Euripidou kai Aristophanous (Budapest, 1913)